# Введение в фантастическую литературу
«Введение в фантастическую литературу» — монография французского философа и литературоведа Цветана Тодорова, в которой рассматривается фантастика как жанр. Книга стала широко известной среди исследователей, вклад Тодорова в теорию фантастического считается очень весомым. В качестве образца современной жанрологии в монографии используется теория Н. Фрая.

## Определение фантастического в монографии
Опираясь на работы западноевропейских литературоведов — М. Джеймса, Л. Вакса, Р. Кайуа и др., Тодоров даёт своё определение понятию фантастического. По мнению Тодорова, фантастическое присутствует в произведении, лишь когда сохраняется «двусмысленность», «неуверенность» в объяснении происходящего события, то есть когда присутствует колебание между естественным и сверхъестественным объяснением события (причём это колебание испытывает читатель, а в некоторых случаях его может испытывать и персонаж). Последнее необходимое условие — читатель должен отказаться и от аллегорического, и от «поэтического» толкования:31.

…Как только мы выбираем тот или иной ответ, мы покидаем сферу фантастического и вступаем в пределы соседнего жанра — жанра необычного или жанра чудесного. Фантастическое — это колебание, испытываемое человеком, которому знакомы лишь законы природы, когда он наблюдает явление, кажущееся сверхъестественным:25.
Тодоров выделяет в качестве различных жанров «фантастическое», «чудесное», «необычное», жанр при этом, по его мнению, зависит от того, как читателем оцениваются происходящие события: возможны они в действительности или невозможны. Сам же «фантастический жанр» исследователь рассматривает «как нечто постоянно исчезающее», это не автономный жанр, а скорее грань между двумя жанрами: чудесным и необычным. Всё зависит от читателя: если он решает, что законы реальности не были нарушены и позволяют обосновать описанные явления, то произведение приближается к жанру необычного; если же читатель признаёт существование других законов природы, с помощью которых можно объяснить то, о чём повествуется, — произведение приближается к жанру чудесного.
Научная фантастика, согласно Тодорову, основывается на иррациональной посылке, которая оформлена в логически выстроенное рациональное повествование, при этом законы, объясняющие происходящее, не признаются современной наукой.

## Критика
Концепция Тодорова неоднократно критиковалась и была объектом полемики. В 1973 году в польском журнале «Тексты» была опубликована статья Станислава Лема «Фантастическая теория литературы Цветана Тодорова», в 1974 году переведённая на английский и напечатанная в журнале Science Fiction Studies. Лем упрекает Тодорова в том, что он отбирает произведения для анализа слишком выборочно, тогда как, по утверждению Лема, исследователь должен учитывать все образцы при анализе, иначе «теория произведений, отобранных предварительно, представляет не обобщение, а его противоположность, а именно — партикуляризацию». Кроме того, Лем критикует место, отведённое в системе Тодорова научной фантастике. Согласно Лему, диалектика взаимоотношений научных открытий и вымысла в НФ иная, чем описано у Тодорова: научная фантастика основывается на научных открытиях, а не спекулирует на заведомо невозможном.
По словам американского исследователя Иштвана Чичери-Ронай, определение фантастического, данное Тодоровым, «долгое время вызывало в англоязычных исследованиях фантастики восхищение, далеко превосходящее практическую пользу от него».
Как утверждает Ю. М. Ханютин, присутствующее в монографии определение фантастического «исключает из фантастики всю фантастику научную, где, как правило, нет места двусмысленности…». Е. М. Неёлов соглашается с мнением Ханютина, указывая на такой недостаток концепции Тодорова и его последователей, как игнорирование при определении фантастического волшебно-сказочной специфики.
И. Смирнов отмечает, что понимание фантастического Тодоровым соответствует лишь произведениям литературы романтизма и раннего реализма, но не произведениям «современной научной фантастики», и пишет: «Неужели колебания, о которых ведет речь Тодоров, всегда присущи и рассказчику в современной научной фантастике с конституирующей её полной рационализацией невероятного, чудесного?»
Е. Ю. Козьмина указывает, что «наличие одного критерия для определения жанра, к тому же легко трансформирующегося при изменении рецептивной ситуации, сильно понижает возможность использования этой системы в практике литературоведческого анализа».